# Lamine Fomba
Lamine Fomba (Rosny-sous-Bois, Isla de Francia, 26 de febrero de 1998) es un futbolista francés. Juega de centrocampista y su equipo es el Servette F. C. de la Superliga de Suiza.

## Trayectoria
Fomba firmó su primer contrato profesional con el A. J. Auxerre el 13 de mayo de 2016. Debutó profesionalmente el 20 de septiembre de 2016 en la derrota por 2-0 ante el AC Ajaccio en la Ligue 2.
El 20 de agosto de 2019 fichó por el Nîmes Olympique. Con este equipo jugó más de 50 partidos en la Ligue 1, para un total de 110, y el 28 de enero de 2023 se marchó al A. S. Saint-Étienne. Allí estuvo dos años y medio y en julio de 2025 se unió al Servette F. C.

## Selección nacional
Fomba nació en Francia de padres malienses. Fue internacional juvenil con la selección de Francia sub-18 y jugó en la Copa Mundial de Fútbol Sub-17 de 2015.

## Estadísticas
Actualizado al último partido disputado el 9 de marzo de 2025 (no incluye encuentros por equipos reserva).
| Club                                                                     | Div.          | Temporada     | Liga  | Liga  | Copas nacionales(1) | Copas nacionales(1) | Copas internacionales | Copas internacionales | Total | Total |
| Club                                                                     | Div.          | Temporada     | Part. | Goles | Part.               | Goles               | Part.                 | Goles                 | Part. | Goles |
| ------------------------------------------------------------------------ | ------------- | ------------- | ----- | ----- | ------------------- | ------------------- | --------------------- | --------------------- | ----- | ----- |
| A. J. Auxerre Francia                                                    | 2.ª           | 2016-17       | 2     | 0     | 0                   | 0                   | ―                     | ―                     | 2     | 0     |
| A. J. Auxerre Francia                                                    | 2.ª           | 2017-18       | 6     | 0     | 0                   | 0                   | ―                     | ―                     | 6     | 0     |
| A. J. Auxerre Francia                                                    | 2.ª           | 2018-19       | 28    | 3     | 2                   | 0                   | ―                     | ―                     | 30    | 3     |
| A. J. Auxerre Francia                                                    | 2.ª           | 2019-20       | 2     | 0     | 0                   | 0                   | ―                     | ―                     | 2     | 0     |
| A. J. Auxerre Francia                                                    | Total club    | Total club    | 38    | 3     | 2                   | 0                   | 0                     | 0                     | 40    | 3     |
| Nîmes Olympique Francia                                                  | 1.ª           | 2019-20       | 20    | 0     | 1                   | 0                   | ―                     | ―                     | 21    | 0     |
| Nîmes Olympique Francia                                                  | 1.ª           | 2020-21       | 32    | 1     | 1                   | 0                   | ―                     | ―                     | 33    | 1     |
| Nîmes Olympique Francia                                                  | 2.ª           | 2021-22       | 34    | 2     | 2                   | 0                   | ―                     | ―                     | 36    | 2     |
| Nîmes Olympique Francia                                                  | 2.ª           | 2022-23       | 18    | 1     | 2                   | 0                   | ―                     | ―                     | 20    | 1     |
| Nîmes Olympique Francia                                                  | Total club    | Total club    | 104   | 4     | 6                   | 0                   | 0                     | 0                     | 110   | 4     |
| A. S. Saint-Étienne Francia                                              | 2.ª           | 2022-23       | 16    | 0     | 0                   | 0                   | ―                     | ―                     | 16    | 0     |
| A. S. Saint-Étienne Francia                                              | 2.ª           | 2023-24       | 30    | 0     | 2                   | 0                   | ―                     | ―                     | 32    | 0     |
| A. S. Saint-Étienne Francia                                              | 1.ª           | 2024-25       | 7     | 0     | 0                   | 0                   | ―                     | ―                     | 7     | 0     |
| A. S. Saint-Étienne Francia                                              | Total club    | Total club    | 53    | 0     | 2                   | 0                   | 0                     | 0                     | 55    | 0     |
| Servette F. C. Suiza                                                     | 1.ª           | 2025-26       | 0     | 0     | 0                   | 0                   | 0                     | 0                     | 0     | 0     |
| Servette F. C. Suiza                                                     | Total club    | Total club    | 0     | 0     | 0                   | 0                   | 0                     | 0                     | 0     | 0     |
| Total carrera                                                            | Total carrera | Total carrera | 195   | 7     | 10                  | 0                   | 0                     | 0                     | 205   | 7     |
| (1) Incluye datos de la Copa de Francia y la Copa de la Liga de Francia. |               |               |       |       |                     |                     |                       |                       |       |       |